# Наранхос-Аматлан
Наранхос-Аматлан (исп. Naranjos Amatlán) — муниципалитет в Мексике, штат Веракрус, расположен в регионе Верхняя Уастека. Административный центр — город Наранхос.

## История
После образования независимой Мексики муниципалитет назывался «Аматлан-Тукспан», и входил в состав кантона Тукспан. В 1938 году поселение Аматлан стало городом Аматитлан и эти земли вошли в состав муниципалитета Аматлан.
В 1946 году был вновь создан муниципалитет с названием «Аматлан-Тукспан». Впоследствии поселение Наранхос выросло, получило статус города, и в 1996 году муниципалитет Аматлан-Тукспан был переименован в Наранхос-Аматлан.

## Состав
В муниципалитет входит 126 населённых пунктов. Крупнейшие из них:
| Русское название       | Испанское название     | Население, 2010 год |
| Всего в муниципалитете | Всего в муниципалитете | 27 548              |
| Наранхос               | Naranjos               | 20 073              |
| Аматлан                | Amatlán                | 1925                |
| Колония-эль-Треболь    | Colonia el Trébol      | 909                 |
| Ранчо-Нуэво            | Rancho Nuevo           | 781                 |
| Сервантес              | Cervantes              | 646                 |

## Экономика
Экономика муниципалитета основана на сельском хозяйстве.